# Концерт для фортепиано с оркестром № 27 (Моцарт)
Концерт для фортепиано с оркестром № 27 си-бемоль мажор, K. 595 ― последний фортепианный концерт Вольфганга Амадея Моцарта, впервые исполненный в начале 1791 года. Посвящён Марии Магдалене Хофдемель.
Рукопись концерта датирована 5 января 1791 года. Однако анализ бумаги, на которой Моцарт писал произведение, показал, что композитор использовал её в период с декабря 1788 года по февраль 1789 года, что подразумевает сочинение концерта задолго до 1791 года.

## Исполнительский состав
Концерт написан для фортепиано и оркестра, состоящего из флейты, 2 гобоев, 2 фаготов, 2 валторн и струнных.

## Структура
Концерт состоит из трёх частей:
1. Allegro
2. Larghetto (ми-бемоль мажор)
3. Allegro